# 영 어덜트 (영화)
《영 어덜트》(영어: Young Adult)는 2011년 공개된 미국의 코미디 드라마 영화이다.

## 줄거리
이혼했으며 알코올 의존증인 37살 청소년 소설(young adult novel) 작가 메이비스는 곧 종료될 시리즈물의 마지막 권을 탈고하는 중이다. 고등학교 시절 남자친구 버드로부터 아내 베스와의 사이에서 막 태어난 딸 사진을 이메일로 전송받은 메이비스는 이를 버드와 재결합하라는 계시로 받아들인다. 메이비스는 버드를 다시 자신의 것으로 만들기 위해 미니애폴리스를 떠나 고향 미네소타주 머큐리로 향한다.

## 출연
- 샬리즈 세런 - 메이비스 게리 역
- 패튼 오즈월트 - 맷 프리호프, 장애인인 옛 동급생, 스포츠바 회계 역
- 패트릭 윌슨 - 버디 슬레이드 역
- 엘리자베스 리서 - 베스 슬레이드 역
- 콜렛 울프 - 샌드라 프리호프 역
- 질 아이컨베리 - 헤다 게리 역
- 메리 베스 허트 - 잰 역
- 루이자 크라우스 - 안내 데스크 직원 역
- 헤티엔 박 - 비키 로벡, 친구 역
- J. K. 시먼스 - 짐, 메이비스의 상사 역 (목소리)
- 리처드 비킨스

## 기타 제작진
- 공동 제작: 브라이언 벨, 베스 코노, 켈리 코놉, 메리 리
- 배역: 제시카 켈리, 수잰 스미스 크롤리
- 미술: 케빈 톰프슨
- 세트: 캐리 스튜어트
- 의상: 데이비드 C. 로빈슨
- 분장 부문: 맨디 라이언스
- 제작 관리: 브라이언 벨, 루카 보게이지, 프랭크 머리, 질리언 노들런드
- 조감독: 제이슨 블루먼펠드, 캐서린 피니, 존 실베스트리